# Glenn Davis (Americanfootballspeler)
Glenn Davis (Claremont, 26 december 1924 – La Quinta, 9 maart 2005) was een Amerikaans American football-running back. Hij speelde van 1944 tot 1947 College football voor Army, waar hij in 1946 de Heisman Trophy won en drie keer nationaal kampioen werd. Davis diende drie jaar in het leger en tekende daarna een contract bij de Los Angeles Rams, waar hij van 1950 tot 1953 zou spelen.

## Universitaire carrière
Davis speelde in zijn eerste seizoen voor Army als Fullback. De coach, Earl Blaik, zag dat Davis beter fungeerde als runningback en wisselde hem met Doc Blanchard. Dit was de perfecte combinatie; Blanchard kreeg hierdoor de bijnaam Mr. Inside en Davis de bijnaam Mr. Outside. Met Davis en Blanchard als spelers won het team in 1944, 1945 en 1946, 27 wedstrijden en verloren ze maar één keer.
Davis heeft een gemiddelde van 8.3 yards per poging over zijn hele carrière en 11,5 yard per poging in 1945; beide resultaten zijn tegenwoordig nog steeds een record. Davis leidde het land in 1944 met 120 gescoorde punten. Hij scoorde 59 touchdowns, inclusief acht als freshman. Zijn single-season prestatie van 20 touchdowns was een record dat tien jaar lang stond.
Blanchard en Davis hadden een toenmalig record van 97 gezamenlijke career touchdowns. Dit record werd later verbroken door USC runningbacks Reggie Bush en LenDale White, die er 99 hadden. In 2007 stond Davis als 13e genoteerd op ESPN's lijst van Top 25 spelers in College Football Historie.

### Prijzen
In 1944, won Davis de Maxwell Award en de Walter Camp Trophy. Hij werd tweede in de Heisman Trophy verkiezing. In 1945 werd hij weer tweede in de verkiezing; deze werd gewonnen door teamgenoot Blanchard. In 1946 won hij eindelijk de Heisman en werd benoemd tot Associated Press Male Athlete of the Year. In 1961 werd Davis toegelaten tot de College Football Hall of Fame.
Davis speelde ook honkbal, basketbal, en atletiek tijdens zijn universitaire carrière.

## Na de universiteit
Davis studeerde in 1947 af van de Army universiteit en ging in het leger werken als luitenant. Davis kreeg een aanbod om te spelen voor de Brooklyn Dodgers, maar wees dit af.
Davis en voormalig teamgenoot Blanchard speelden ook nog in de low-budget film Spirit of West Point. Tijdens het filmen scheurde Davis zijn kruisband en moest vervolgens revalideren. Hierdoor kon hij niet in actie komen voor het leger.
In het begin van de jaren '50 werd Davis uitgezonden naar Korea om te vechten in de Koreaanse Oorlog.

## Professionele carrière
Davis' dienst in het leger eindigde begin jaren '50, waardoor hij professioneel football kon gaan spelen. Hij tekende een contract bij de Los Angeles Rams.
Ondanks verschillende knieblessures was Davis een effectieve speler. Hij werd zelfs gekozen om in de 1950 Pro Bowl te spelen. In 1951 raakte Davis echter weer geblesseerd aan zijn knie en kon hij niet meer spelen. Vervolgens ontbonden de Rams zijn contract. Daarmee eindigde zijn professionele carrière.

## Latere leven
Na zijn football carrière ging Davis voor een paar jaar werken in de oliehandel. Hij keerde vervolgens terug naar Californië en werd daar evenementenorganisator. Dit deed hij tot zijn pensioen in 1987.
Davis trouwde drie keer en had een kortstondige relatie met actrice Elizabeth Taylor. Van 1951 tot 1952 was hij getrouwd met actrice Terry Moore. In 1953 trouwde hij met Ellen Slack, met wie hij 43 jaar lang getrouwd zou blijven tot haar dood in 1995. Ze hadden een zoon, Ralph.
In 1996, trouwde Davis met Yvonne Ameche, de weduwe van NFL ster Alan Ameche. Davis stierf in 2005 en liet zijn vrouw Yvonne, zijn zoon Ralph, en stiefzoon John Slack III achter.